# 坂牛
坂牛（さかうし）とは、青森県八戸市にある町名・地名の一つである。13の小字がある。

## 概要
坂牛は八戸市の西部に位置する地域である。東に八戸ニュータウン、南に櫛引、西に八幡、北に田面木、に接する。鉄道の駅や幹線道路は無い。地区の南北に縦断するように坂牛川が流れている。地区の大部分が農地と山林の小規模集落である。

## 世帯数と人口
2017年（平成29年）4月30日現在の世帯数と人口は以下の通りである。
| 小字       | 世帯数 | 人口  |
| ---------- | ------ | ----- |
| 鶉窪       | 9世帯  | 21人  |
| 上野平     | 14世帯 | 36人  |
| 上鳥ノ木沢 | 1世帯  | 2人   |
| 坂牛       | 25世帯 | 68人  |
| 砂子走     | 21世帯 | 62人  |
| 中沢       | 1世帯  | 2人   |
| 計         | 71世帯 | 191人 |

## 施設

### 教育
近隣に八戸市立明治小学校と八戸市立明治中学校が立地している。